# Дом купцов Яушевых
Дом купцов Яушевых (узб. Savdogar Yaushevlar uyi) — памятник архитектуры в Ташкенте.

## История
Здание построено в 1913 году на средства ташкентских купцов первой гильдии Яушевых по проекту архитектора Ивана Маркевича.
После Октябрьской революции и установления советской власти в Узбекистане здание было национализовано.
В советский период в здании располагалось ателье мод, с 1989 — Узбекская государственная филармония им. М.Кари-Якубова, позднее — консульский отдел Министерства иностранных дел Республики Узбекистан.
В 2006 году здание было отреставрировано по инициативе президента Ислама Каримова, в честь чего была установлена памятная доска.
В 2019 году здание внесено в Национальный перечень объектов недвижимости материального культурного наследия Узбекистана.